# Pseudopériptéral

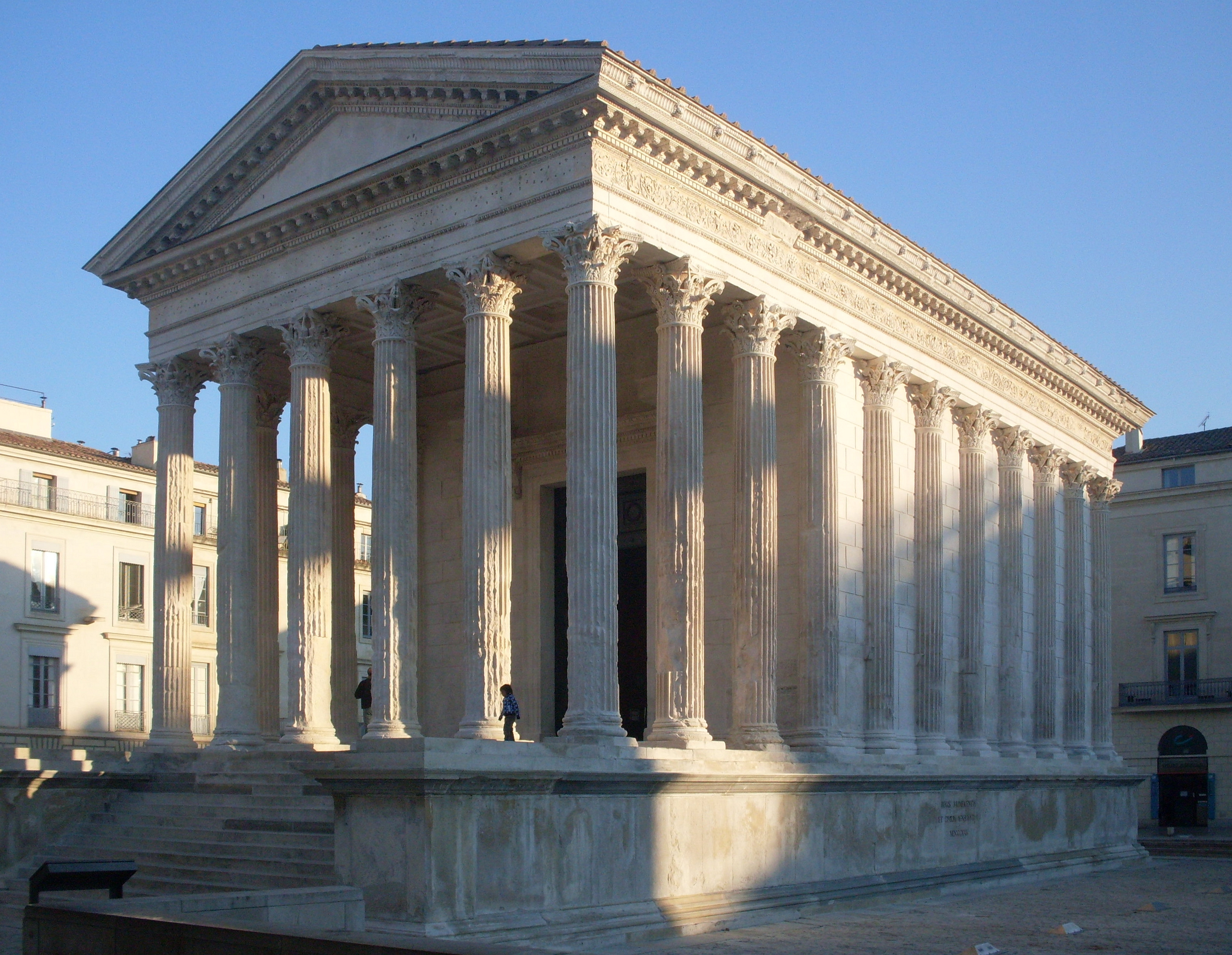
La Maison Carrée de Nîmes

Un temple grec ou romain pseudopériptéral ou pseudopériptère est caractérisé par une rangée de colonnes en façade, alors que sur les longs côtés il n'y a que des demi-colonnes engagées dans le mur de la cella. Si la rangée de colonnes est présente sur l'intégralité du pourtour du temple, ce dernier est dit périptère.

Plan d'un temple pseudopériptère

La description de cette disposition, bien représentée dans l'architecture romaine, et l'emploi du mot périptère (peripterum) se trouvent chez Vitruve, qui déclare que cela permet d'avoir une cella plus spacieuse.
Des exemples connus sont la Maison Carrée de Nîmes et le temple de Portunus au Forum Boarium à Rome.